# Kurichi
Kurichi é uma panchayat (vila) no distrito de Coimbatore, no estado indiano de Tamil Nadu.

## Demografia
Segundo o censo de 2001,  Kurichi  tinha uma população de 76,794 habitantes. Os indivíduos do sexo masculino constituem 51% da população e os do sexo feminino 49%. Kurichi tem uma taxa de literacia de 79%, superior à média nacional de 59.5%: a literacia no sexo masculino é de 83% e no sexo feminino é de 74%. Em Kurichi, 10% da população está abaixo dos 6 anos de idade.